# Anemone devinensis
Anemone devinensis är en ranunkelväxtart som beskrevs av František Antonín Novák. Anemone devinensis ingår i släktet sippor, och familjen ranunkelväxter. Inga underarter finns listade i Catalogue of Life.